# 保田武宏
保田 武宏（やすだ たけひろ、1935年 - ）は、演芸評論家。

## 来歴
石川県生まれ。東京大学経済学部を卒業後、読売新聞社に入社。地方部、運動部、文化部、芸能部記者を経て、編集委員を最後に定年退職し、演芸評論家となる。
落語のレコードやCD、DVDに多くの解説を書く。文化庁芸術祭審査委員、国立演芸場花形演芸大賞の審査員を長年務め、2006年の国立演芸場40周年記念式典で感謝状を受ける。

## 著書
- 『東海道落語の旅』こずえ 1976
- 『中仙道落語の旅』こずえ 1977
- 『ライブラリー落語事典 東京編』弘文出版 1982
- 『銀座はやり歌 1925-1993』平凡社 1994
- 編著『東大落語会編　増補　落語事典』青蛙房1994　単独増補改訂版を出した。改訂８刷まで。令和元年に青蛙房は、廃業。
- 『志ん生全席落語事典 CD & DVD 691』大和書房 2008
- 『志ん生の昭和』アスキー新書 2009
- 『登場人物から味わう落語ハンドブック 落語国人別帳』亜紀書房 2013
- 『東都噺家百傑伝 冥土イン・ジャパンの巻』東京かわら版新書 2017

### 編著・ほか
- ビートたけし『やっぱ志ん生だな！』フィルムアート社 2018 - 校正協力